# De Havilland Fox Moth
Le DH.83 Fox Moth est un avion biplan du constructeur de Havilland Aircraft Company, construit dans les années 1930.
C'est une évolution du Tiger Moth.
D'une envergure de 9,40 m, il peut transporter 3 à 4 passagers à une vitesse maximum de 171 km/h et à une altitude maximum de 3 870 m.

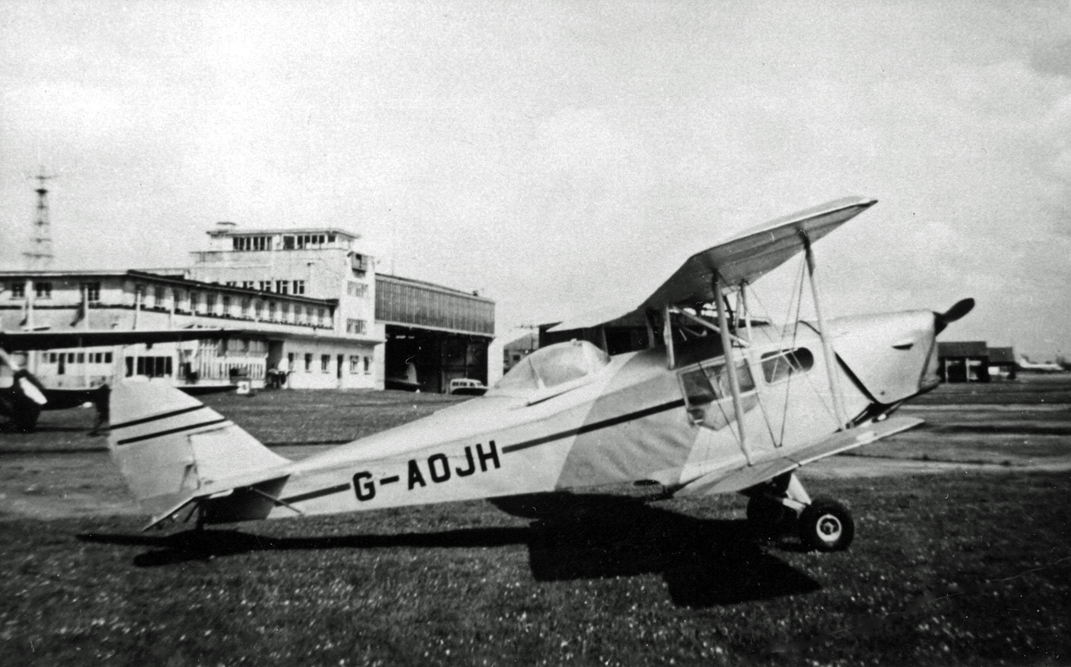
Le Fox Moth (en 1958)